# 1394 en santé et médecine
| Années de la santé et de la médecine : 1391 - 1392 - 1393 - 1394 - 1395 - 1396 - 1397    |
| Décennies de la santé et de la médecine : 1360 - 1370 - 1380 - 1390 - 1400 - 1410 - 1420 |

Cet article présente les faits marquants de l'année 1394 en santé et médecine.

## Événements
- Pierre Chartreis, licencié en médecine de l'université de Montpellier, fonde à Genève une chapellenie dédiée aux saints Côme et Damien[1].
- Fondation d'un hôpital à Chazey-en-Bugey, dans le comté de Savoie, « pour recevoir les pauvres passants[2] ».
- Situé devant l'église Saint-Pierre-ès-Liens, l'hospice d'Ervy-le-Châtel, en Champagne, est mentionné pour la première fois, dans le testament de Jean Rebours, curé de la paroisse[3].
- Fondation à Bruxelles de l'hospice des Douze-Apôtres, voué à l'accueil de treize vieillards[4].
- Le roi Charles VI, « en même temps qu'il réglement[e] l'exercice de la médecine et de la pharmacie[5] », renouvelle les privilèges accordés en 1318 par Philippe le Bel aux barbiers chirurgiens de Figeac en Quercy[6].

## Personnalités liées à la cour de Bourgogne
- Fl. Thévenin Le Bourguignon, apothicaire ; sa présence est attestée à la cour de Bourgogne[7].
- 1382-1394 : fl. Jacques de Chavanges, chirurgien, sa présence est attestée à Dijon en 1383 et à la cour de Bourgogne de 1385 à 1392[7].
- 1393-1394 : fl. Pierre Le Waite, barbier, établi en Flandre et en Artois ; sa présence est attestée à la cour de Bourgogne ces deux années-là[7].
- 1394-1418 : fl. Jean Mernen, médecin, originaire de Saint-Malo, bachelier à Montpellier, présent à la cour de Bretagne de 1404 à 1418 et à celle de Bourgogne en 1412[7].
- 1394-1419 : fl. Jean de Chalon, médecin, soigne en 1407 Jeanne de Luxembourg[8], duchesse de Brabant, femme d’Antoine de Bourgogne, dans sa dernière maladie[7].
- 1394-1426 : fl. Nicolas Joliette, médecin, soigne Marguerite de Bourgogne, duchesse de Guyenne, fille de Jean Sans Peur, et Marguerite d'Autriche, fille du duc Albert IV et nièce de Marguerite de Bavière[7].

## Naissance
- Basile Valentin (mort à une date inconnue), alchimiste et médecin imaginaire inventé au XVIIe siècle  par Johann Thölde et présenté par lui comme l'auteur du Currus triumphalis antimonii (« Char triomphal de l'antimoine »)[9].